# جيوجيانغ
جيوجيانغ (بالصينية: 九江市 )‏ هي مدينة على مستوى محافظة، في جمهورية الصين الشعبية، تتبع جيانغشي، تبلغ مساحتها 18,887 كيلومتر مربع، رمزها البريدي هو 332000–332999.

## مدن توأم
المدن التوأم:
- كايآني
- كوبر
- لويفيل، كنتاكي
- كوبيابو.

## التقسيمات الإدارية
- Lianxi, Jiujiang [الإنجليزية]‏
- Xunyang, Jiujiang [الإنجليزية]‏
- Chaisang, Jiujiang [الإنجليزية]‏
- Wuning County [الإنجليزية]‏
- Xiushui County [الإنجليزية]‏
- Yongxiu County [الإنجليزية]‏
- محافظة دعان [الإنجليزية]‏
- Lushan City [الإنجليزية]‏
- Duchang County [الإنجليزية]‏
- Hukou County [الإنجليزية]‏
- Pengze County [الإنجليزية]‏
- رويتشانغ [الإنجليزية]‏
- غونكينغتشانغ.

## أعلام
- جون داف
- تشنغ يي وو